# Natalia Mrozińska
Natalia Mrozińska, po mężu Żandarska (ur. 25 czerwca 1984 w Inowrocławiu) – polska koszykarka, grająca na pozycji środkowej. Medalistka mistrzostw Polski, reprezentantka Polski.

## Kariera sportowa
Jej pierwszym klubem był Basket 25 Bydgoszcz, następnie grała w MKS Basket Bydgoszcz. W latach 2000-2002 występowała w II-ligowej Olimpii Poznań. W sezonie 2002/2003 debiutowała w ekstraklasie w barwach CCC Polkowice, w latach 2003-2010 występowała w AZS Poznań. Z poznańskim klubem zdobyła w 2004 wicemistrzostwo Polski. W marcu 2007 doznała kontuzji, która wyeliminowała ją z gry w sezonie 2007/2008.
W 2010 została zawodniczką Artego Bydgoszcz, po rundzie jesiennej sezonu 2011/2012 przeszła do MUKS Poznań. W sezonie 2012/2013 występowała w węgierskiej drużynie Ceglédi EKK, w sezonie 2013/2014 w drużynie Wilki Morskie Szczecin, w sezonie 2014/2015 w AZS UMCS Lublin. Po sezonie 2014/2015 przerwała karierę.
Z reprezentacją Polski juniorek zajęła szóste miejsce na mistrzostwach Europy w 2002, z reprezentacją Polski seniorek - siódme miejsce na mistrzostwach Europy w 2005.